# Абажур, вид из Кузбасса (журнал)
Абажур, вид из Кузбасса — общественно-политический интернет-журнал, позиционирующий себя как независимый портал и открытую информационную площадку для выражения мнений о политике и общественной жизни Кемеровской области, страны и мира. По итогам 2021 года занял 8 место в рейтинге цитируемости среди СМИ Кемеровской области — Кузбасса (по данным Медиалогии).
Интернет-журнал был основан в апреле 2015 года региональным журналистом и блогером «Эха Москвы» Романом Куприяновым (псевдоним Фома Неверов). Журнал делится на три основных раздела: Новости, Сетевые авторы и Статьи. Новостной раздел публикует злободневные новостные заметки (редакция утверждает, что все новости — уникальные, не перепечатанные из других источников). В разделе Сетевые авторы представлены авторские публицистические материалы.
Журнал освещал протестные действия в Кузбассе, конфликтовал в медийном пространстве с чиновниками, в том числе губернатором региона Сергеем Цивилёвым. В декабре 2020 года и в январе 2021 журнал опубликовал ряд аудиозаписей, на которых человек с голосом, похожим на голос губернатора обещает «топтать» и «кошмарить» всех, кто выступает против власти. В результате было заведено уголовное дело по статье 272 УК РФ (Неправомерный доступ к компьютерной информации). В связи с этим 20 февраля 2021 года у редактора журнала Романа Куприянова прошёл обыск — бойцы СОБР ворвались к нему в квартиру через балконную дверь. Дело имело широкий резонанс в СМИ: через несколько дней выяснилось, что аудиозаписи передал в редакцию «Абажура» предприниматель из Таштагола Вячеслав Чернов, который заявил, что губернатор угрожал ему в личной беседе под диктофон. Позже диалог Чернова и Цивилёва был опубликован полностью. В мае региональные СМИ опубликовали фильм Фомы Неверова (Романа Куприянова) «Одно хорошее место», в котором подробно рассказывается о конфликте губернатора с предпринимателями и журналистами.
После начала вторжения на Украину журнал «Абажур» подвергся новым нападкам со стороны органов власти: было заведено уголовное дело по статье 207.3 УК (публичное распространение ложной информации о Вооруженных Силах Российской Федерации) на журналиста из Прокопьевска Андрея Новашова, постоянного автора «Абажура». Новашов стал первым российским журналистом, на которого возбудили дело по данной статье. 6 апреля суд Центрального района оштрафовал редактора «Абажура» Романа Куприянова на 45000 рублей по статье 20.3.3 КоАП (Публичные действия, направленные на дискредитацию использования Вооруженных Сил Российской Федерации), а 25 мая областной суд отказал в апелляции. Куприянов утверждает, что наказан за чужую публикацию.
26 июля на сайте журнала «Абажур» появилась новость о смене главного редактора. Роман Куприянов заявил, что «честно работать в общественно-политической журналистике, оставаясь в России, сейчас смертельно опасно, а нечестно — неинтересно». Полномочия редактора были переданы журналистке и бывшему редактору издания «Новости Киселёвска» Наталье Зубковой, проживающей в Грузии. 4 августа Зубкова рассказала, что Роман Куприянов может находиться под следствием и подпиской о неразглашении, так как в своих соцсетях попросил помощи адвоката, но при этом отказался давать какие-либо комментарии. По утверждению Зубковой, незадолго до этого Куприянов передал ей запись телефонного разговора со следователем СК по городу Кемерово. Из разговора следует, что журналист должен явиться на допрос по вопросу публикации в «Абажуре» новости о руководителе регионального Центра «Э».
В журнале «Абажур, вид из Кузбасса» появлялись такие резонансные публикации, как фильм «Тихое место. Зима в аду» об экологических проблемах города Киселёвск; расследования деятельности и родственных связей жены губернатора Кемеровской области Анны Цивилёвой.
Крупнейшие российские и зарубежные СМИ ссылаются на журнал "Абажур" при освещении событий в Сибири. Так, о протестных акциях в Кузбассе радиостанция "Эхо Москвы" как правило рассказывала по публикациям "Абажура", французская газета Le Monde при информационной поддержке "Абажура" выпустила несколько материалов о кузбасских шахтёрах, а журналистка из США Алина Симон и продюсер Кирстин Барфорд ("Пещера") сняли и готовят к выходу документальный фильм "Чёрный снег" - об экологических проблемах Кемеровской области. С российской стороны в продюсировании фильма участвовал журнал "Абажур".
В настоящее время сайт журнала «Абажур» доступен по трём доменным адресам: https://xxxx.press, http://www-w.ru и https://абажур-журнал.рф.